# Шуваев, Александр Дмитриевич
Алекса́ндр Дми́триевич Шува́ев (8 декабря 1886 — декабрь] 1943) — российский и советский военный деятель. Во время «большого террора» был репрессирован; 6 лет провел в ГУЛАГе. После смерти Сталина реабилитирован ().

## Биография
Родился в декабре 1886 года в Новочеркасске, его отцом был генерал Д. С. Шуваев.  Пошёл по стопам отца, с 1904 года находился на военной службе. Образование получил во Владимирском Киевском кадетском корпусе и Киевском военном училище. Выпускник Николаевской Академии Генерального Штаба, с причислением к Генштабу (1912 год). Участник Первой мировой войны, обер-офицер для поручений при штабе 1-го армейского корпуса. Награждён Георгиевским оружием:
...за то, что 9 ноября 1914 года во время боёв, после прорыва немцами южного фронта позиции корпуса, командированным для принятия мер к предотвращению дальнейшего развития успеха противника, умелыми и вовремя принятыми мерами, подвергая свою жизнь явной опасности, приостановил развитие дальнейших успехов немцев, восстановил связь между важными по общей обстановке боевыми участками, чем был предотвращён прорыв нашей позиции.

— Высочайший приказ по В. В. к № 176 «Разведчика» (21.04.1915) стр. 319.
В 1916 году в чине капитана состоял в должности помощника старшего адъютанта генерал-квартирмейстера штаба 5 армии. 12 июля 1916 года назначен старшим адъютантом штаба Уссурийской конной дивизии. С 15 августа 1916 года занимал должность штаб-офицера для поручений генерал-квартирмейстера штаба 9 армии. На сентябрь 1917 года занимал должность и. д. делопроизводителя канцелярии Военного министерства, в чине подполковника (старшинство с 10 апреля 1915).
В ноябре-декабре 1918 года оказался под арестом, содержался в Дерябинской тюрьме. После освобождения 5 декабря 1918 года был назначен начальником штаба Петроградской местной дивизии, а затем Северной группы Западного фронта. Во время Советско-польской войны занимал должность начальника штаба, а затем и командарма 4-й армии. Впоследствии был начальником штаба Туркестанского фронта, Бухарской Красной армии, 2-м помощником начальника штаба Вооруженных сил Украины и Крыма. Награждён орденом Красного Знамени Бухарской Республики. С 4 июля по 21 августа 1922 был начальником штаба обороны Народно-революционной армии Дальневосточной республики

08.08.37 был подвергнут аресту по статье 58/10, 58/11 (антисоветская агитация), 29.09.37 осуждён на 8 лет лагерей. Наказание отбывал в ЛокчимЛаге (Коми АССР). Из лагеря писал заявления в следственные органы, требуя пересмотра дела:

Я решительно отрицал все пункты обвинения, как ложные… Получив мои ответы, Фабриков (следователь горотдела НКВД — В. Поляков) приказал мне встать со стула и стоять до дачи признания по всем вопросам. Я простоял 92 часа, когда разрешалось сесть только во время еды (два раза в сутки), а остальное время я стоял и не спал. У меня кружилась голова, распухали ноги, я испытывал невероятные мучения, но не мог не говорить правды, а правда не требовалась следствию, требовался вымысел нужный для обвинения меня в тяжких преступлениях, которых я не совершал… К концу четвертых суток стояния я не мог уже стоять, ноги отекли, голова кружилась, мозги работали плохо, хотелось спать или умереть. Пришел Фабриков и сказал, что если я не дам показаний, то будут арестованы моя жена и сын. Это потрясло мой измученный организм, и я согласился давать любые показания только для спасения возможности сыну учиться в Военной Академии. Тогда Фабриков набросал с моих слов канву показаний, в которых я сознавался, что меня завербовали в организацию Тухачевского — Фельдман и Ольшанский, что они давали указания по работе по шпионажу в Липецке и по работе среди бывшего офицерства… Я подписал явную ложь на себя и на других лиц…

Освобожден по определению Верховного суда Коми АССР 21.10.1943. Умер через два месяца после освобождения (в декабре 1943 г.) в с. Пезмог Корткеросского района Республики Коми. Реабилитирован 20 октября 1956 года.

## Семья
Жена: Шуваева Вера Николаевна.